# Башелье, Жан-Жак
Жан-Жак Башелье́ (фр. Jean-Jacques Bachelier; 6 мая, 1724, Париж — 13 апреля 1806, Париж) — французский художник-декоратор позднего рококо и неоклассицизма, «живописец цветов и фруктов».

## Биография
О ранних годах обучения художника ничего не известно. В 1752 году по рекомендации академика живописи Жана-Батиста Удри он был принят в Королевскую Академию живописи и скульптуры в секцию «живописцев натюрмортов», представив натюрморт с цветами. Обучался живописи у Жана-Батиста-Мари Пьера.
Вместе с Жаном-Батистом Удри, последователем которого он был, Жан-Жак Башелье стал любимым художником-флористом и анималистом при дворе французского короля Людовика XV и маркизы де Помпадур. Он писал небольшие картины с изображениями цветов, натюрмортов, кошек, собак и птиц — жанр, который в то время не считали серьёзным и достойным внимания академического художника. Тем не менее в 1749 году он получил королевскую пенсию. В 1763 году Башелье получил звание художника, но для этого ему потребовалось заменить конкурсную картину «достойным сюжетом». Он написал «Милосердие римлянки» (La Charité romaine) и в звании художника исторического жанра был назначен профессором Академии.
В 1750 году Башелье стал директором скульптурных мастерских Венсена (с 1756 года Севрская фарфоровая мануфактура), с 1751 года руководил живописной мастерской, а в 1756—1793 годах был директором Севрской фарфоровой мануфактуры. Он ввёл в роспись фарфора композиции из цветов и фруктов, вместо глазурованного фарфора стали использовать бисквит для мелкой пластики: фарфоровых фигурок, которые благодаря матовой поверхности ассоциировались с античными мраморами, что соответствовало эстетике неоклассицизма. Рисунки для фигурок Башелье делал сам, а также заказывал их Франсуа Буше и Жану-Батисту Удри. Он ввёл неоклассическую роспись по фарфору, отказавшись от декора шинуазри.
В 1755 году, в год смерти Ж.-Б. Удри, Башелье занял его официальную должность в качестве художника-декоратора ведомства Королевских построек (Bâtiments du roi).
На свои средства Жан-Жак Башелье в старом Бургундском коллеже в Париже в 1765 году создал бесплатную школу рисования (Collège d’Autun), которую посещали в основном женщины и которую Людовик XV в 1767 году признал «королевской» (école royale). Несколько раз меняя свое название, в 1877 году она стала Национальной школой декоративных искусств. Эта школа всё ещё существовала в XIX веке, и её имя до сих пор написано на здании, которое она тогда занимала и которое теперь является одним из корпусов Университета Париж-Декарт.
7 июля 1770 года Башелье был назначен профессором Школы изящных искусств, заменив Жана-Батиста Пигаля.
Скончался в возрасте восьмидесяти одного года в Париже.

## Изобретательство и художественное творчество
Башелье всю жизнь увлекался решением разнообразных, в том числе технических, проблем. В 1755 году он заново раскрыл секрет энкаустики — техники живописи восковыми красками. При создании многих живописных произведений Башелье использовал собственную технику «холодного воска» (картина «Воскресение Иисуса Христа» для церкви Сен-Сюльпис в Париже). Благодаря его изысканиям, с конца 1750-х годов во Франции распространилась мода на энкаустику. В 1790 году изобрёл новые свинцовые белила, масляную пастель, а в 1793 году — инструмент для гравировки зеркал.
Вместе с Александром-Франсуа Депортом, считающимся основоположником анималистической живописи, имевшей большие традиции во Франции, и Жаном-Батистом Удри он украсил замок Шуази (1757), который был в значительной степени разрушен в годы правления Директории. В 1762 году Башелье написал шесть картин для Министерства иностранных дел в Версале, которые, как считалось, были утеряны в 1872 году, но были найдены в 1984 году в музее города Вильфранш-сюр-Сон.
Жан-Жак Башелье — автор трактата «История и секрет живописи воском» (Histoire et secret de la peinture à la cire, Paris, 1755). Он также известен полемикой с графом Келюсом по поводу живописи восковыми красками у древних.

## Галерея

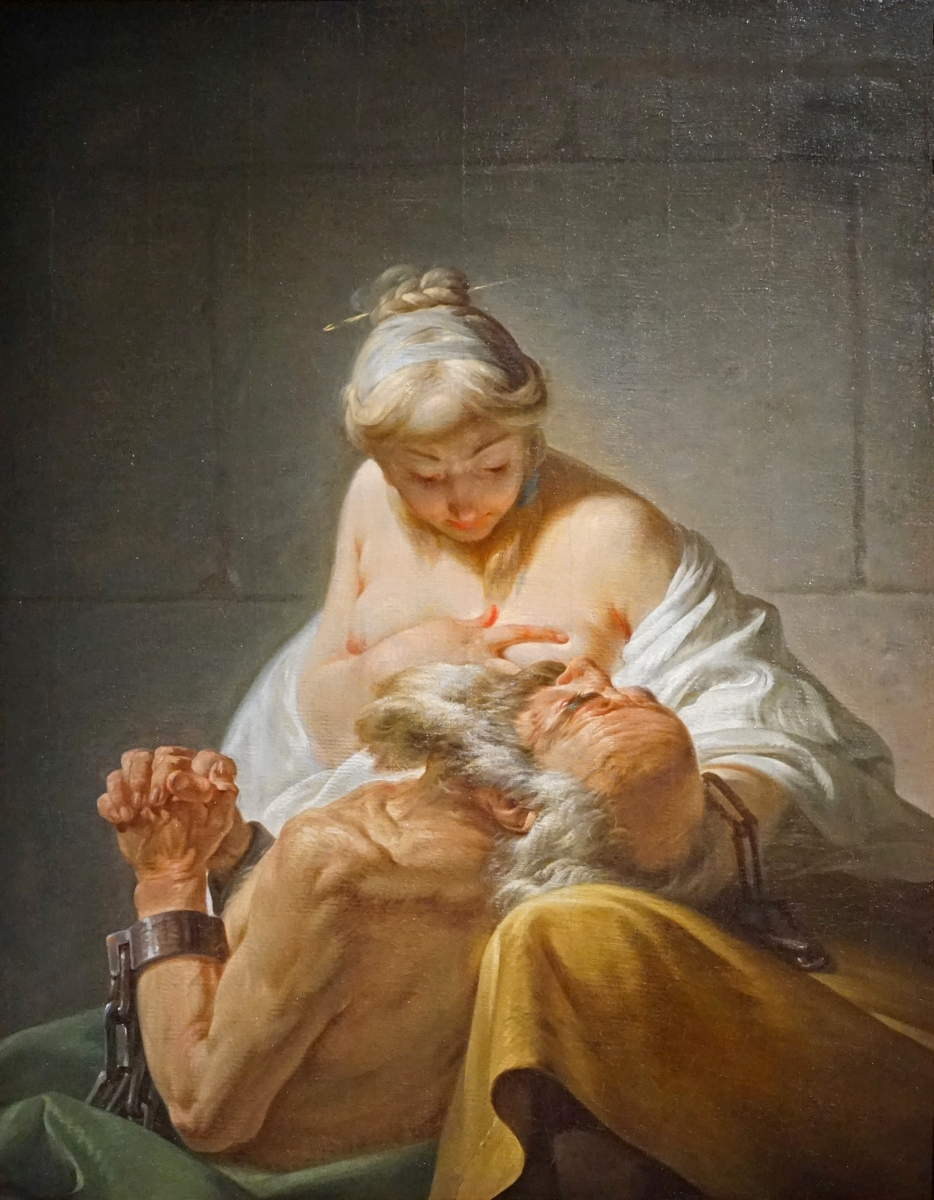
Милосердие римлянки. 1763—1764. Холст, масло. Школа изящных искусств, Париж
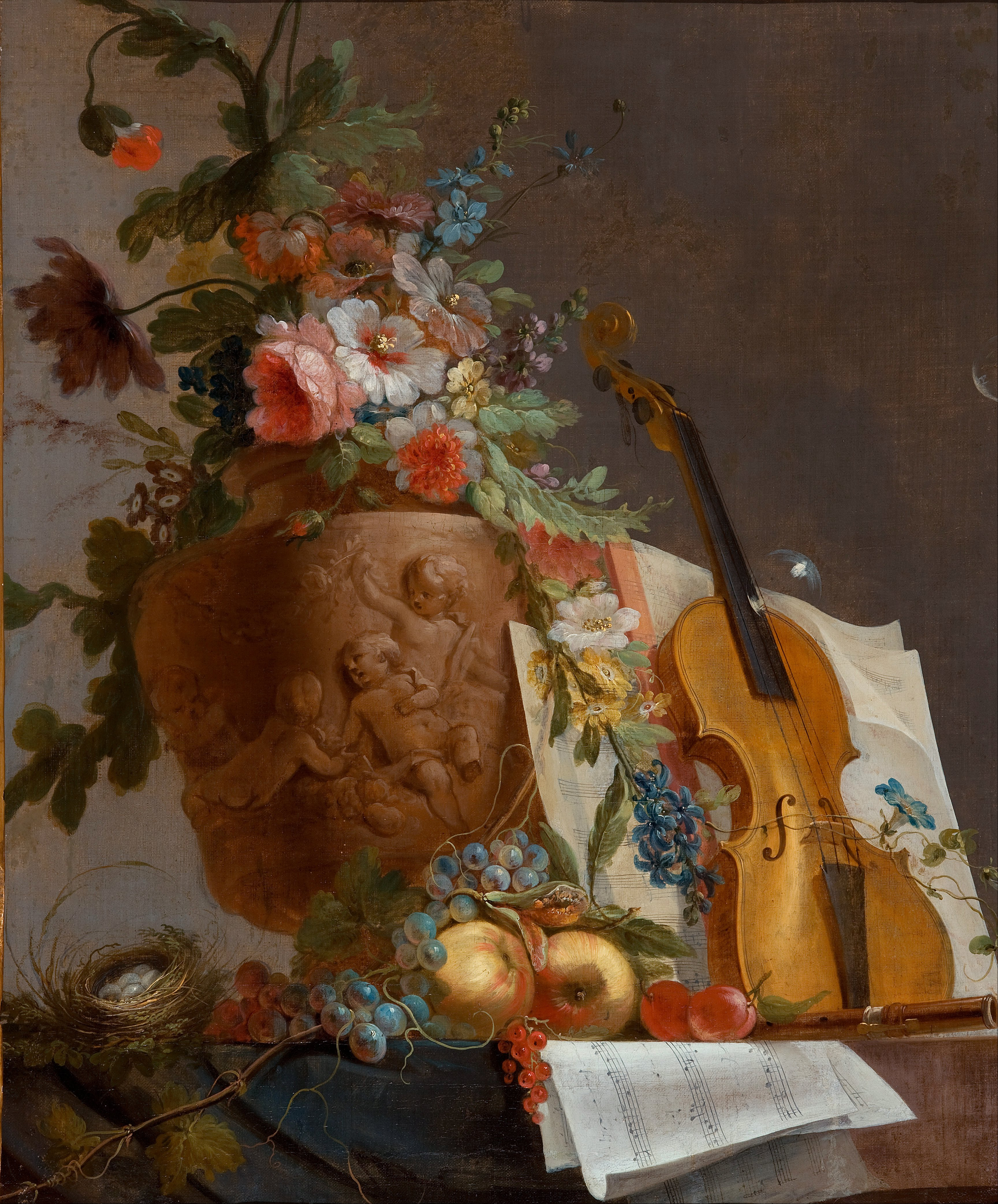
Натюрморт с цветами и скрипкой. Ок. 1750 г. Холст, масло. Художественная галерея Южной Австралии
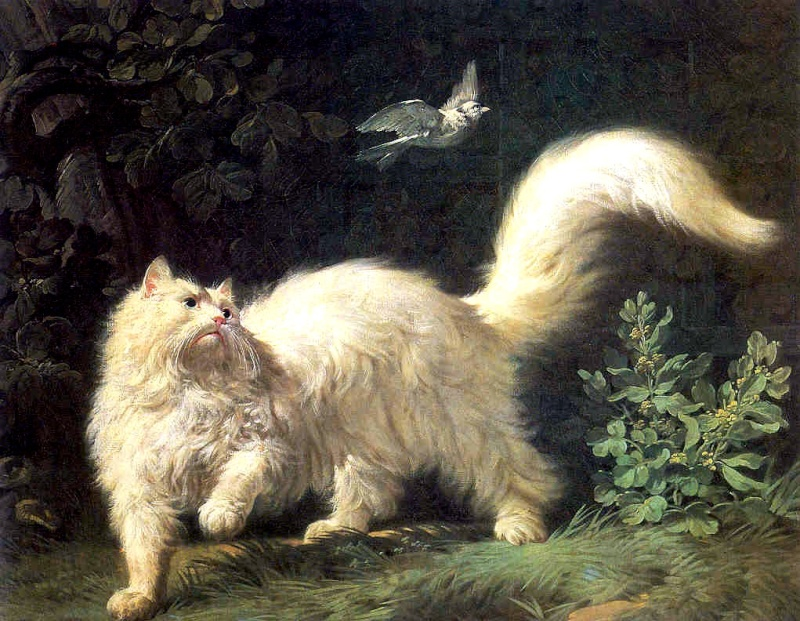
Ангорская кошка. 1761. Холст, масло. Частное собрание
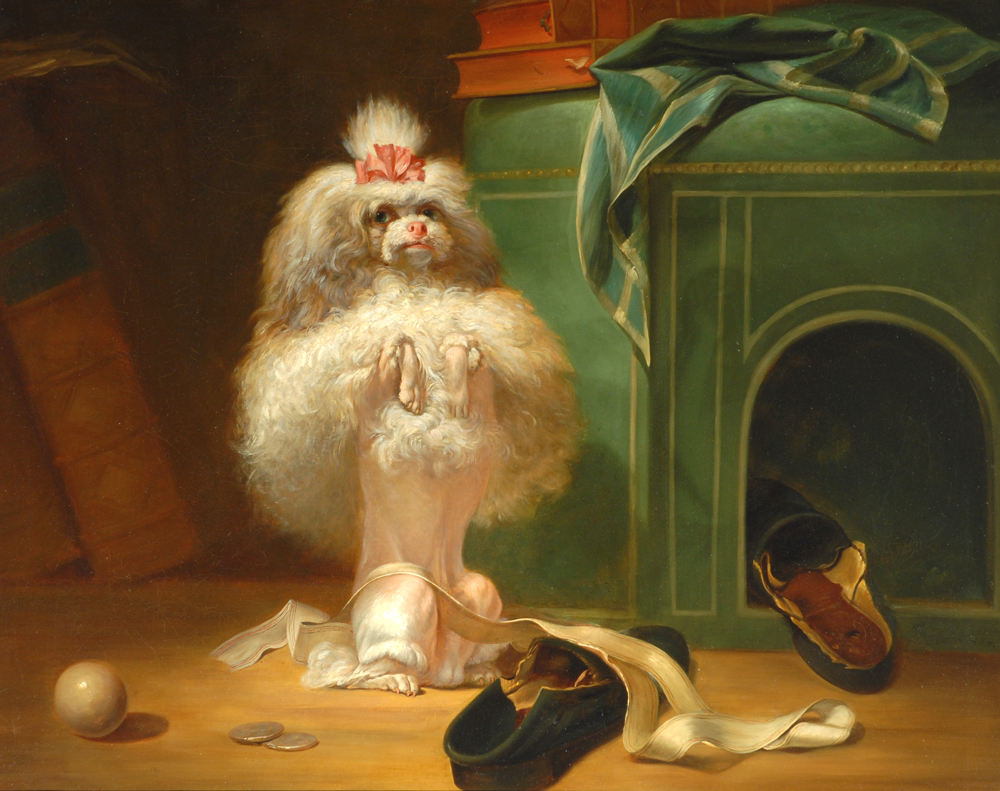
Собака гаванской породы. 1768. Холст, масло. Музей Боуз, Дарем, Англия
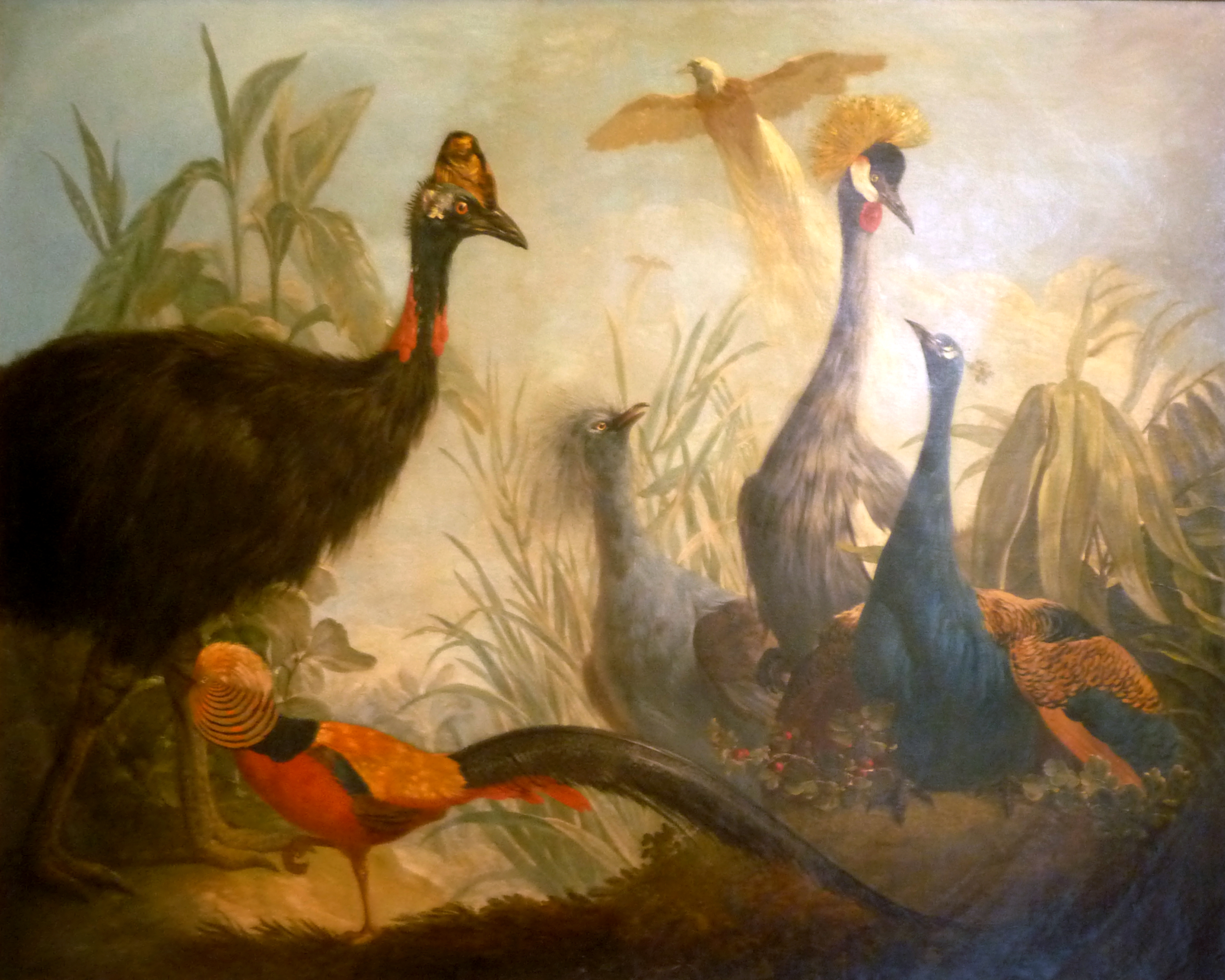
Четыре части света. 1760. Холст, масло. Национальный музей естественной истории, Париж
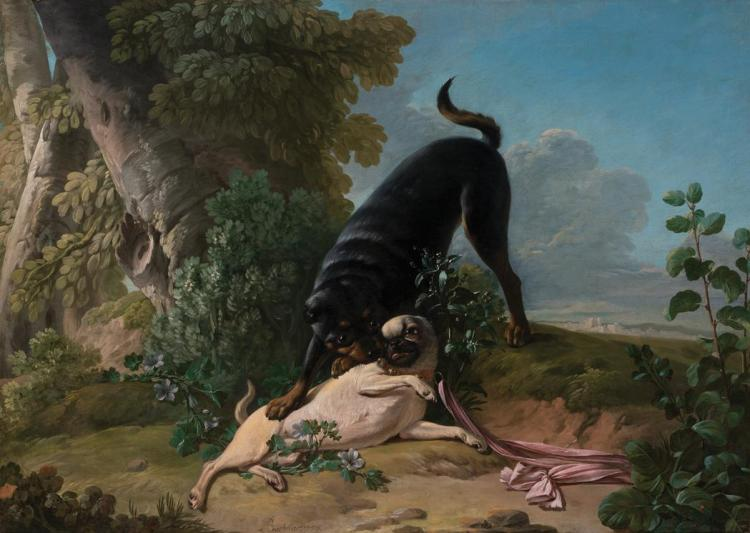
Две собаки мадам де Помпадур. 1756. Холст, масло. Частное собрание
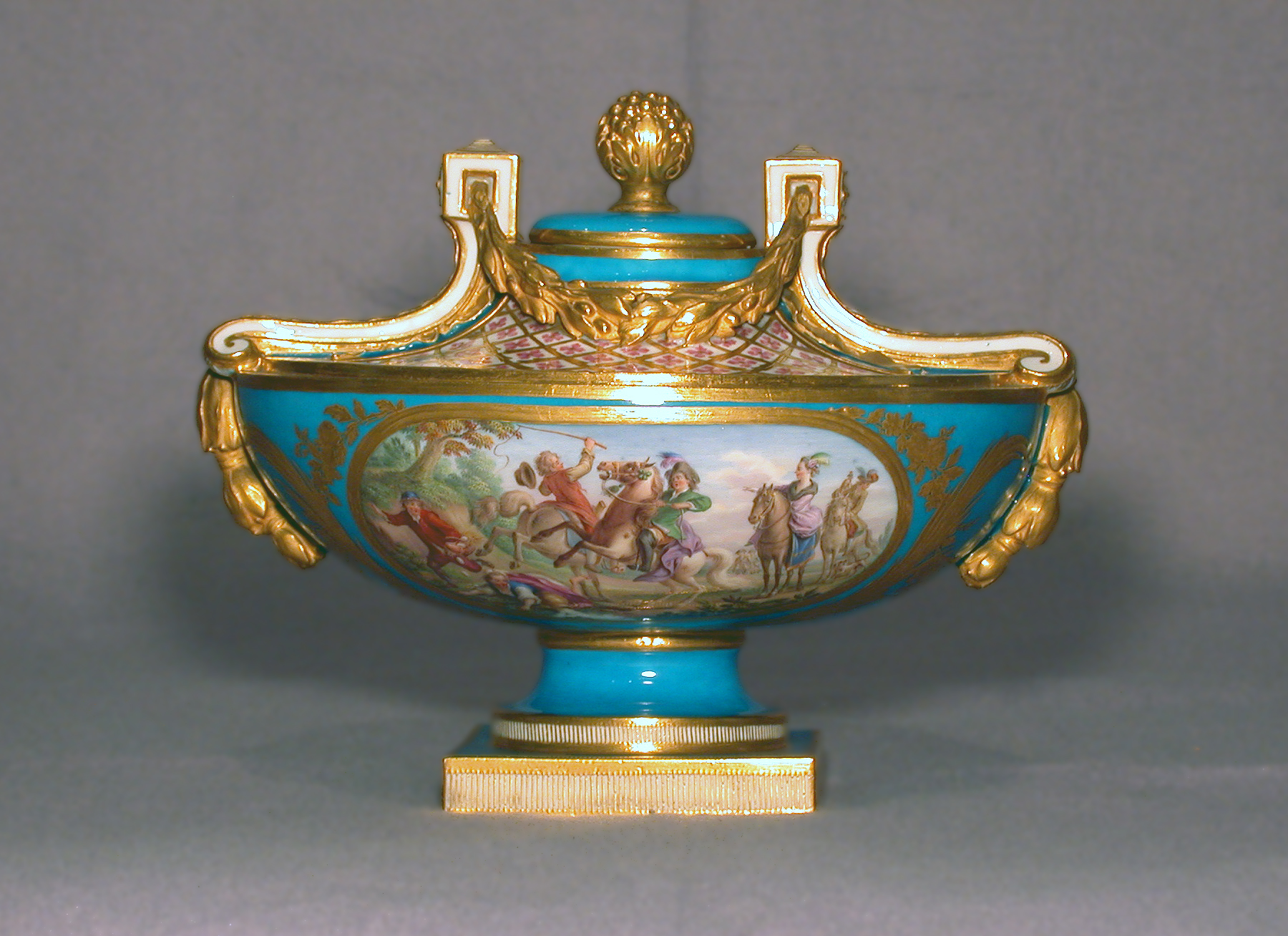
Ваза-курильница. Севрская фарфоровая мануфактура. 1779. Мягкий фарфор